# Pave Shenouda 3. af Alexandria
Shenouda III af Alexandria (koptisk Ⲡⲁⲡⲁ Ⲁⲃⲃⲁ Ϣⲉⲛⲟⲩⲟϯ ⲡⲓⲙⲁϩ ϣⲟⲩⲙⲧ, arabisk البابا شنوده الثالث født Nazeer Gayed 3. august 1923 i Asyut i Egypten – 17. marts 2012) var fra 1971 til sin død pave og patriark af Alexandria og dermed leder af Den koptiske ortodokse kirke.

## Munk og biskop
Pave Shenouda III havde eksamen fra universitetet i Cairo, og præsteuddannelse i den koptiske kirke. Den 18. juli 1954 blev han munk med navnet fader Antonious syreren, i det syriske munkeklostre af Den evige Jomfru Maria Theotokos, hvor han senere blev præsteviet. Under sin tid som munk levede han som eremit. Patriark og pave Kyrillos VI af Alexandria kaldte fader Antonious den 30. september 1962 til patriarkatet hvor han udnævnte ham til biskop med ansvar for kristen undervisning og dekan for det koptiske ortodokse teologiske universitet. Det var der han tog navnet Shenouda.

## Pave
Den 14. november 1971 blev han kronet til pave og patriark af Alexandria, den 117. i successionen. I egenskab af pave og patriark har Shenouda III udnævnt de første biskopper af Nordamerika, da der nu (2006) er flere end hundred kirker mod kun fire i 1971, og ligeså de første biskopper af Australien samt grundlagt de første koptisk-ortodokse kirker i Sydamerika.
Han har gjort sig bemærket for sin stræben efter at forene kirkerne, og har siden 1970 påbudt dialoger med de forskellige kristne samfund. I 1973 blev han den første leder af den koptisk-ortodokse kirke som besøgte Vatikanet i 1500 år. Han og pave Paul VI udformede en fælleserklæring om kristologi under besøget.
Den 3. september 1981 tvang Anwar Sadat ham til at gå i eksil i klosteret Sankt Bishoi. Samtidigt blev otte biskopper, 24 præster og flere andre kristne fængslet. Sadat erstattede kirkens hierarki med en komite af biskopper, og kaldte Shenouda "eks-pave". Den 2. januar 1985 løslod Hosni Mubarak paven, som kom tilbage til Cairo den 7. januar og kunne fejre jul med kirken. Flere end ti tusind personer deltog.
I egenskab af pave var han også chefsredaktør for El-Keraza Magazine, som siden 1962 er den koptisk-ortodokse kirkes officielle avis. Han har dertil skrevet mere end hundred bøger.
Pave Shenouda døde af alderdom i en alder af 88. Den 20. marts 2012 blev han begravet i et ørkenkloster i det nordlige egyptiske Wadi Natrun. Hans efterfølger som patriark (pave) af Alexandria blev valgt i november 2012: Tawadros II.